# Hermann Schmidt (Politiker, 1868)
Hermann Wilhelm Carl Johann Schmidt (* 25. Mai 1868 in Userin; † 18. Oktober 1932 in Neustrelitz) war ein deutscher Mühlenbesitzer und Politiker.

## Leben
Hermann Schmidt wurde als Sohn des Mühlenbesitzers  Wilhelm Friedrich Heinrich Schmidt  und dessen Frau Ida Catharina Henriette, geb.  Karnatz geboren. Er war Mühlenbesitzer in Userin und gehörte als Abgeordneter der Deutschen Demokratischen Partei der Verfassunggebenden Versammlung sowie dem ersten und zweiten ordentlichen Landtag  von Mecklenburg-Strelitz an.